# Muhamed Mehmedbašić
Muhamed Mehmedbašić (srbsko: Мухамед Мехмедбашић), bosanski revolucionar in zarotnik * 1887 Stolac, Bosna in Hercegovina, Avstro-Ogrska † 29. maj 1943 Sarajevo, Neodvisna država Hrvaška.
Mehmedbašić je bil član Mlade Bosne in s tem zarotnik pri atentatu na avstro-ogrskega prestolonaslednika Franca Ferdinanda. Bil je aretiran, a ker je bil premlad za smrtno kazen, je bil obsojen na 15 let težkega zapora. Izpuščen je bil leta 1919, med drugo svetovno vojno pa so ga ustrelili hrvaški ustaši.